# Roxton, Québec
Roxton är en kommun av typen kanton (municipalité de canton) i provinsen Québec i Kanada. Den ligger i regionen Montérégie, i den sydöstra delen av landet, 250 km öster om huvudstaden Ottawa. Antalet invånare var 1 115 vid folkräkningen 2021. Landarean är 149 kvadratkilometer.